# Sbarramento di Claviere
Lo sbarramento di Claviere, composto da opere diverse ma con unico scopo, venne costituito tra l'ultimo decennio del XIX secolo e gli anni trenta del Novecento a valle del comune di Claviere per bloccare e, se necessario, interrompere il passaggio lungo la strada statale 24 del Monginevro nel caso di un'eventuale invasione francese proveniente dal Colle del Monginevro. Si componeva di alcune opere, tra le quali un corpo di guardia, a valle del quale vi era lo sbarramento della casermetta di Claviere, composto da una casermetta difensiva e da una tagliata con due corpi di guardia a livello dei ponti della Strada statale e di una galleria dei fornelli di mina.

## Le opere
Le fortificazioni vennero edificate in previsione di una possibile invasione da parte della Francia grazie alla strada statale 24 del Monginevro nella conca di Cesana tramite il valico del Monginevro; scopo delle opere era l'interdizione e l'eventuale interruzione della strada grazie ad artiglieria e ad alcuni fornelli di mina posti lungo l'arteria stradale. Erano appunto dotate di mitragliatrici poste in punti strategici del percorso della statale e di una galleria con dei fornelli di mina pronte a far saltare il ponte di tipo Eiffel che era posto sopra la tagliata, una profonda gola scavata alle pendici dello Chaberton lungo la carrozzabile.

### Corpo di guardia difensivo
Il corpo di guardia difensivo del Petit Vallon è una costruzione edificata nel 1890 e posta su uno spiazzo leggermente più in alto della Tagliata di Claviere. L'edificio, raggiungibile grazie ad un sentiero che parte dalla sottostante ex statale oggi aperta solo a pedoni e ciclisti, è una bassa struttura parallelepipeda casamattata con volta alla prova; sul lato occidentale il corpo di guardia presenta due cannoniere per i due cannoni da 57/25 di cui era dotata, assieme ad una lunga serie di feritoie per le mitragliatrici. All'interno vi sono le due casematte per i cannoni, una riservata comune e due camerate per i venti uomini che componevano l'organico. All'esterno, sul fianco destro, vi era la cucina e, nello spiazzo avanti alla caserma, vi sono alcune cisterne dell'acqua.
Scopo dell'opera era la difesa della tagliata di Claviere da una postazione di sicurezza rispetto ai posti di guardia posti lungo la strada carrozzabile.
L'opera era collegata tramite una mulattiera militare alle batterie del Petit Vallon, in modo particolare alla Batteria Bassa.

### Sbarramento della casermetta
In corrispondenza del luogo di partenza della mulattiera per il corpo di guardia vi erano le Caserme (o Barricate) di Claviere (1690 m s.l.m., edificate nel 1890): questo era un complesso di edifici su due piani che potevano ospitare fino a 120 uomini a guardia della Tagliata di Claviere e delle opere ad essa connesse. Al piano terra vi erano i locali di servizio, quali cucine, magazzini e stalla per due quadrupedi, mentre al piano superiore vi erano le camerate per le truppe. Dalla caserma si dipartivano, all'interno della roccia, la galleria dei magazzini dei reparti mina che era collegata al Ricovero 1 ed al Corpo di Guardia del Ponte Fisso e la galleria per la postazione per mitragliatrice. Lungo la galleria principale, che corre parallela alla strada statale, si trovavano i magazzini della polvere che sarebbe dovuta venir utilizzata per interrompere la strada per il Monginevro.

### Ricovero 1
Il Ricovero 1 era sito al termine della galleria dei magazzini della polvere per le mine che si dipartiva dalla barricata di Claviere; probabilmente inizialmente era soltanto un ampliamento della galleria costruita nel 1890, ma negli anni a seguire venne ampliato e sistemato rivestendo interamente i muri in calcestruzzo per potervi contenere una trentina di uomini e mitragliatrici (site in appositi malloppi) col compito di battere la sottostante strada statale.

### Corpi di guardia dei ponti
A livello dei due ponti che permettevano di passare oltre la Tagliata e la Tagliola di Claviere (rispettivamente un ponte metallico costruito dalla officine Eiffel ed un ponte metallico scorrevole) erano stati edificati due corpi di guardia, armati con mitragliatrici.
Il ponte metallico sulla tagliata, di dimensioni maggiori rispetto al secondo, era armato da alcuni fornelli da mina che sarebbero stati potuti far brillare in caso di necessità (cosa che avvenne nel settembre del 1944 da parte delle truppe tedesche in ritirata) ed era controllato, oltre che dalle mitragliatrici del suo corpo di guardia, anche dai cannoni del Corpo di guardia difensivo posto leggermente più in alto e dalle mitragliatrici poste nel Ricovero 1.
Il ponte metallico scorrevole sulla Tagliola di Claviere, invece, era privo di fornelli di mina ma era in grado di scorrere all'interno di una galleria appositamente scavata nella roccia in modo da poter essere completamente rimosso in caso di necessità.

## Le fortificazioni oggi
Durante la seconda guerra mondiale i ponti metallici vennero gravemente danneggiati e, successivamente, distrutti. Nell'immediato dopoguerra venne costruito dalla Francia un ponte provvisorio in legno che venne sostituito dall'attuale ponte in calcestruzzo progettato dall'ing. Erminio Bullio.
I fornelli di mina vennero fatti brillare per distruggere il ponte metallico sulla Tagliata e, di conseguenza, di essi non vi è più traccia.
La caserma difensiva ed il corpo di guardia del Petit Vallon, invece, sono stati disarmati ed abbandonati ma non demoliti. In modo particolare il secondo è tuttora visitabile (con molta cautela, specialmente per le cisterne esterne aperte). L'accesso è possibile grazie a una nuova scala costruita nel 2015, che ripristina l'accesso interrotto della demolizione della mulattiera militare avvenuta nel primo decennio del XXI secolo per lo studio di fattibilità della galleria tangenziale di Claviere. Anche la caserma difensiva è stata completamente demolita nel XXI secolo in seguito ai lavori di ampliamento della Statale che conduce al Monginevro. Tutte le parti metalliche, le porte, gli armamenti ed i macchinari vennero asportati dalle varie opere ma le parti in calcestruzzo e muratura sono ancora in buone condizioni.
La stessa cosa è avvenuta con le gallerie dei corpi di guardia dei due ponti: i loro accessi erano stati per lo più murati tuttavia, col passare degli anni e in seguito a ripetuti vandalismi, sono nuovamente visibili anche se con molta attenzione.